# Tupã
Tupã – miasto i gmina w Brazylii, w stanie São Paulo. Znajduje się w mezoregionie Marília i mikroregionie Tupã.
W mieście ma siedzibę klub piłkarski Tupã FC.